# یورت کاظم
یورت کاظم، روستایی است از توابع بخش گالیکش شهرستان مینودشت در استان گلستان ایران.

## جمعیت
این روستا در دهستان نیلکوه قرار داشته و بر اساس سرشماری سال ۱۳۸۵ جمعیت آن ۱۵۳ نفر (۴۱ خانوار)
بوده است.